# گمینا گرایوو
گمینا گرایوو (به لهستانی:  Gmina Grajewo) یک گمینا در لهستان است که در شهرستان گرایوو واقع شده‌است. گمینا گرایوو ۳۰۸٫۱۳ کیلومتر مربع مساحت و ۶٬۰۴۱ نفر جمعیت دارد.